# Expédition de Abu Bakr As-Siddiq
L'expédition de Abu Bakr As-Siddiq à Nejd se déroula en juillet 628 AD, 3e mois 7AH, du calendrier islamique.
Abu Bakr dirigea une troupe importante à Nejd sur l’ordre de Mahomet.  Beaucoup furent tués et faits captifs. La collection Sunni Hadith, Sunan Abi Dawood mentionne l’événement, où Abu Bakr fut le chef de l’expédition :

« L’Apôtre d’Allah (que la paix soit sur lui) désigna AbuBakr comme notre commandant et nous combattîmes une tribu qui était polythéiste, et nous les attaquâmes la nuit, les tuant tous. Notre cri de guerre cette nuit fut "mettez les à mort ; mettez les à mort." Salamah dit: Je tuai cette nuit avec ma main des polythéistes issus de sept maisons.Sunnan Abu Dawud, 14:2632 »